# Савченко Алла Борисівна
Алла Борисівна (Щербініна) Савченко  (нар. 3 березня 1934, Москва, СРСР) — російська радянська та канадська артистка балету, педагог, працювала у Большому театрі у Москві (Росія) та Королівському балеті Вінніпега (Канада), хореограф драматичного театру.

## Біографія
Алла Савченко народилася 1934 року в сім'ї артистів балету Б. В. Щербініна та Л. С. Попович. У 1941 році у віці семи років вперше вийшла на сцену Большого театру у Москві, виконавши роль дитини мадам Баттерфляй в однойменній опері.
З початком німецько-радянської війни разом з батьками опинилася в евакуації в місті Куйбишеві, де продовжувала брати участь у спектаклях евакуйованого театру. У 1943 році, повернувшись до Москви, вступила до хореографічного училища.
Закінчивши навчання з відзнакою, Алла Савченко була прийнята в балетну трупу Большого театру. Виконувала сольні партії другого плану. Займалася у класі Марини Семенової.
На початку — в середині 1970-х років відбулася низка конфліктів Алли Савченко з партійною організацією Большого театру. Савченко на партійних зборах неодноразово намагалася відстоювати заборонені, на той час, постановки на музику Сергія Прокоф'єва та Дмитра Шостаковича; заборонялися вони, бо вважались «незрозумілими радянському народу». Результатом конфлікту стало фактичне звільнення у 1974 році — вимушений під тиском вихід на дострокову пенсію.
На посаді хореографа Алла Савченко працювала над постановками вистав театру «Сучасник» («Принцеса і дроворуб», «Білосніжка і сім гномів», «Дванадцята ніч»).
У 1981 році покинула СРСР і переїхала до Вінніпегу (Канада).

## Репертуар
- «Полум'я Парижа» — Амур
- «Спляча красуня» — феї
- «Лускунчик» — Лускунчик-лялька[1]
- «Коник-Горбоконик» — Коник[2]

## Викладацька діяльність
На запрошення директора трупи Арнольда Спора (Arnold Spohr) до 1996 року Алла Савченко викладала в Королівському балеті Вінніпега. За півтора десятка років роботи в компанії Савченко працювала з багатьма артистами, серед яких Олексій Ратманський, Евелін Гарт, Лора Грем (Laura Graham) та Стівен Гайд (Stephen Hyde), що отримали срібні медалі на міжнародному балетному конкурсі у Варні (1990), Сюзан Рубіо (Suzanne Rubio) (бронзова медаль балетного конкурсу в Гельсінкі, 1991) та інші.
У 1996 році 62-річна Алла Савченко за станом здоров'я вийшла на пенсію.